# Mordhau
Mordhau — компьютерная игра в жанре hack and slash, разработанная и изданная словенской независимой студией Triternion для платформы Windows 29 апреля 2019 года.
Разработка игры была профинансирована благодаря краудфандинговой компании на площадке Kickstarter, начавшейся в 2017 году и собравшей около $300,000 к своему завершению. Название игры отсылает к хвату мордхау (нем. Mordhau), который присутствует в игре.

## Игровой процесс
Ключевой особенностью является боевая система, точнее — фехтование с использованием некоторых исторических методов, таких как: финты, смена стороны ударов, проведение серии ударов, метание, альтернативное использование и хват оружия.
Реализованы и другие функции, такие как: рукопашный бой, стрельба из луков и арбалетов, использование щитов, ведение боя верхом и несколько режимов игры, представленных ниже.

### Режимы
В игре присутствуют 6 основных режимов на выбор:
- Duel: дуэль меж двумя игроками с применением ранговой системы и рейтинга Эло.
- Teamfight: командное сражение формата 3 на 3 с применением ранговой системы и рейтинга Эло.
- Invasion: командный бой 32 на 32 со стороной обороняющихся и атакующих.
- Frontline: режим основан на командном бою 32 на 32 человека, с захватом точек и выполнением целей.
- Brawl: сражения на небольших картах в различных смешанных режимах (Deathmatch, Team Deathmatch и Skirmish)
- Horde: цель — командой из нескольких человек продержаться 21 волну натиска противников под командованием ИИ.

### Кастомизация
Вне битвы, игрок может редактировать и создавать наёмников для различных режимов игры. При создании или изменении наёмника, игрок может задать ему своё телосложение, лицо или голос. Редактирование брони, оружия и навыков, стоит определённое количество внутриигровых очков. В зависимости от того, какой тип доспехов у игрока, он может повлиять на скорость движения игрока. Например, выбор тяжёлой брони заставит игрока двигаться медленнее и будет стоить больше очков, в то время как выбор лёгкой, не так ограничит скорость, нежели тяжёлая, но и не даст такой защиты.
В игре представлены 3 вида брони, а также косметические вариации каждой из них. Чем тяжелее броня — тем больше очков она стоит. То, сколько будет стоить оружие, определяется его размером и другими свойствами. Например, лёгкий кинжал не будет таким дорогим, как тяжёлый молот, но и не будет столь эффективным. Система навыков предоставит наёмнику различные пассивные способности, стоящие очков. Стоимость навыка увеличивается, в зависимости от его полезности.

## Разработка
Изначально, игра разрабатывалась одним человеком — Марком Гргуровичем, словенским аспирантом кафедры информатики в Приморском университете. Позже к нему присоединился ещё один словенский разработчик, а впоследствии и вся международная команда из 8 других программистов, графических дизайнеров и аниматоров, основавших компанию Triternion.
В марте 2017 года компания запустила кампанию Kickstarter по сбору средств на разработку игры, которая достигла своей основной цели менее чем за 24 часа.

## Восприятие
| Сводный рейтинг       | Сводный рейтинг |
| Агрегатор             | Оценка          |
| --------------------- | --------------- |
| Metacritic            | 81/100          |
| OpenCritic            | 83/100          |
| Иноязычные издания    |                 |
| Издание               | Оценка          |
| Destructoid           | 7,5/10          |
| GameStar              | 81/100          |
| IGN                   | 8,2/10          |
| PC Gamer (US)         | 84/100          |
| Русскоязычные издания |                 |
| Издание               | Оценка          |
| Gameplay              | [ 11 ]          |
| GoHa.Ru               | 8/10            |
| StopGame.ru           | Похвально       |

### Коммерческий успех
За первую неделю было продано более 200 тысяч копий Mordhau, а после было достигнуто и 500 тысяч проданных копий к 7 мая 2019 года.
8 июня 2019 года игра достигла отметки в 1 миллион проданных копий, в честь данного события разработчиками была выпущена новая карта.
Несмотря на не самый благополучный запуск, связанный с невозможностью обеспечить Triternion достаточную стабильность серверов и некоторых игровых ошибках, что оказывали влияние на получения наград игроками, игра вошла в топ продаваемых игр на платформе Steam, а разработчики принесли свои извинения и были тепло приняты любителями жанра.

### Обвинения в расизме
В июльской статье 2019 года в PC Gamer Самуэль Хорти описал игроков Mordhau как «токсичных», заявив, что многие игроки, использующие гомофобные, расистские или сексистские выражения в игре или на форумах Mordhau, не были должным образом наказаны модераторами Triternion. Он раскритиковал подход Triternion к фильтрации слов и блокировке игроков, и заявил, что они пытаются избежать претензий за цензуру.
Хорти также раскритиковал предложенный студией подход к работе с персонажами женского пола и неславянской национальности в грядущих обновлениях. Он процитировал художника Triternion, который, когда его спросили о разнообразии персонажей, заявил, что разработчики «дадут [игрокам] возможность включать и отключать разные вещи». Когда PC Gamer попросил разъяснений, один из разработчиков Mordhau подтвердил эту позицию, заявив, что «всё зависит от того, каким будет сообщество Mordhau в будущем». В сообщении модератора Mordhau на форумах сообщества Steam Mordhau от апреля 2019 года говорится, что разработчики «могут добавить простой переключатель на стороне клиента» для игроков, обеспокоенных нахождением неславянских персонажей в игре.
Впоследствии Triternion опубликовали заявление в Твиттере, в котором отрицают, что они рассматривали возможность добавления игроками возможности отключать персонажей на основе их этнической принадлежности. 3 июля компания подтвердила в сообщении на своём форуме, что они не собираются добавлять эту возможность, заявив, что «наша официальная позиция заключается в том, что об этом переключателе не может быть и речи».
Triternion пояснили, что эта идея была кратко обсуждена и в конечном итоге отвергнута, но сотрудники, с которыми беседовали PC Gamer, не знали об окончательном решении. Споры подхватили многие крупные игровые сайты.

### Отзывы критиков
Издание StopGame.ru выставило игре оценку «Похвально», отметив хорошую работу разработчиков над оптимизацией, глубокую механику фехтования и низкий порог входа, но упомянуло о наличии в игре недоработок и багов.
Игровой портал GoHa.ru выделил отлично переданный дух средневековых сражений, замечательную работу над оружием и моделями снаряжения, оценив игру в 8 баллов из 10.
Журнал PC Gamer высказался крайне положительно об игре, рассказав о отлично сделанных картах и замечательных эмоциях по мере совершенствовании своего мастерства, но высказалось неудовлетворительно об отсутствии возможностей играть в команде роль медика и большом отрыве сильных игроков от новичков.

## Киберспорт
18 июня 2020 года стриминговая платформа Twitch провела турнир по Mordhau с призовым фондом в 20 000 $. Пиковое количество зрителей официальной трансляции составило 66 500 человек.